# Petrivka, Onufriivka
Petrivka (în ucraineană Петрівка) este un sat în comuna Mlînok din raionul Onufriivka, regiunea Kirovohrad, Ucraina.

## Demografie
Componența lingvistică a localității Petrivka
     Ucraineană (95,79%)
     Rusă (4,21%)
Conform recensământului din 2001, majoritatea populației localității Petrivka era vorbitoare de ucraineană (95,79%), existând în minoritate și vorbitori de rusă (4,21%).